# Портрет молодой женщины (Боттичелли, Франкфурт)
«Портрет молодой женщины» (итал. Ritratto di dama) — картина живописца тосканской школы Сандро Боттичелли, написанная ориентировочно в 1480—1485 годах. По мнению некоторых искусствоведов картина написана другим художником — Якопо дель Селлайо. Хранится в Штеделевском художественном институте во Франкфурте-на-Майне.
Предполагается, что моделью молодой женщины, изображённой на картине, является Симонетта Веспуччи — одна из красивейших женщин эпохи флорентийского Ренессанса. Медальон на шее женщины указывает на связь с семьёй Медичи, так как установлено, что камея в медальоне — из коллекции драгоценных камней Медичи. Изображение на медальоне — это копия с обратной стороны «Печати Нерона», знаменитого старинного сердолика, изображающего Аполлона и Марсия, который принадлежал Лоренцо Медичи. Однако даже если моделью и была Симонетта Веспуччи, Боттичелли создал не её портрет в строгом смысле этого слова, а портрет «идеальной женщины», воплощение некоего мифологического образа.